# Industrial Development Corporation
Die Industrial Development Corporation (IDC), vollständig Industrial Development Corporation of SA Ltd. (deutsch etwa: „Industrieentwicklungsgesellschaft von Südafrika“), ist ein staatliches Unternehmen in Südafrika zur Finanzierung des Aufbaus von Industriestrukturen und zur Investitionslenkung von privaten Partnern im Rahmen der Industriepolitik des Landes.
Das Staatsunternehmen IDC wurde 1940 auf Initiative des südafrikanischen Premierminister Jan Christiaan Smuts angesichts der Auswirkungen der Großen Depression geschaffen und nahm am 1. Oktober in Johannesburg auf Basis des Industrial Development Act (Act No. 22 / 1940) seine Tätigkeit auf. Die IDC hat heute ihren Sitz in Sandton, einem Johannesburger Stadtteil, und sie ist neben zahlreichen binnenstaatlichen Aufgaben in 17 Staaten auf dem afrikanischen Kontinent mit zahlreichen Projekten (Stand 2019) aktiv.

## Vorbedingungen
Die notwendigen Vorbereitungen zu ihrer Gründung lagen im Ressort des Ministers für Handel und Industrie, Richard Stuttaford, der zur Ausarbeitung des Konzeptes zwei Fachleute beauftragt hatte. Das waren A. C. McColm, ein Manager von ISCOR (South African Iron and Steel Industrial Corporation), und  B. H. Friel, ein Jurist aus Johannesburg. Stutterford selbst war bis 1939 Innenminister seines Landes und entstammte einer einflussreichen Handelshausfamilie mit guten Kontakten zu Partnern in den Vereinigten Staaten und in Großbritannien. Als Minister hatte er den Auftrag, die im Rahmen der Kriegsökonomie verfügten Import- und Preiskontrollen zu organisieren und ein Konzept für die südafrikanische Wirtschaft zu entwickeln, wodurch sie auf den kriegsbedingten Umbruch ihrer Strukturen vorbereitet werden sollte.

## Gründung und frühe Aktivitäten
Die IDC hat seit dem Beginn ihrer Tätigkeit eine entscheidende Rolle beim Aufstieg Südafrikas zu einem wichtigen Industrieland eingenommen und war während der ersten beiden Jahrzehnte ihres Wirkens eng mit dem Aufbau der südafrikanischen Textilindustrie verbunden. Im Verlauf dieses Prozesses erlangte sie für die Umsetzung der Apartheidpolitik eine große Bedeutung. Ihr Gründungsvorsitzender war Hendrik van der Bijl, der bereits die ISCOR und ESCOM schuf. Als erster geschäftsführender Direktor war der Chemiker H. Jan van Eck eingesetzt worden.
Das erste von der IDC finanzierte und gemanagte Unternehmen arbeitete auf dem Gebiet Reinigung und Aufbereitung von Wolle (Pinetown Woolwashery (Pty.) Ltd). Zusammen mit britischen Firmen begannen die von der IDC initiierten industriellen Aktivitäten im Januar 1945. Als erste Gründung gilt die Fine Wool Products of South Africa Limited am Zwartkops River bei Uitenhage. Es folgte in Kooperation mit der Calico Printers Association aus Manchester der erste südafrikanische kombinierte Baumwollspinnerei, -weberei und -veredlungskomplex (Good Hope Textile Corporation (Pty) Ltd.) bei King William’s Town, was zur Gründung des Township Zwelitsha und zum Bau des Rooikrantz Dam führte. Beide Industriestandorte befanden sich im Umfeld vom damaligen Reservat Ciskei, deren Bewohner als niedrig entlohnte Arbeitskräfte angeworben wurden. Das hatte zur Folge, dass sich schon in den 1950er Jahren eine Textilmassenproduktion in Südafrika etablieren konnte, die bis zu Beginn der 1960er Jahre weiter expandierte. Um 1965 war es diesen Industrieunternehmen möglich, im hochpreisigen Produktsektor zu produzieren.
Die IDC förderte aus ihren Mitteln das Entstehen großer und kapitalintensiver Unternehmen von inländischen Eigentümern. Darüber hinaus bemühte sie sich um die Anwerbung ausländischen Kapitals und technischen Know-hows.
Mit einer neuen Strategie verfolgte sie das Ziel einer industriellen Dezentralisierung Südafrikas, was in einer Ansiedlungspolitik zum Ausdruck kam, die ihre Standorte in der unmittelbaren Nähe von Eingeborenenreservaten suchte. Dadurch wirkte man der inzwischen als unerwünschten Migration der schwarzen Bevölkerung aus ihren agrarisch geprägten Wohnarealen in die großen Ballungszentren Südafrikas entgegen und nutzte diesen Personenkreis als ein besser kontrollierbares Reservoir für dauerhaft verfügbare Niedriglohnarbeit.

## Rolle im Apartheidsystem

### Allgemeines
Die südafrikanische Industriepolitik nach dem Zweiten Weltkrieg sah eine strikte Importkontrolle vor, was zu einem starken inländischen Wachstum und inflationären Tendenzen führte. Darum ging die Regierung zu einer Politik der Konsolidierung über, beispielsweise mit Kreditrestriktionen. Sie stützte sich auf Aussagen der Viljoen-Kommission aus dem Jahre 1959. Das IDC-Management bemühte sich demzufolge um Unterstützung der Regierung bezüglich eines Importschutzes der eigenen Industrie, was von dieser aber für diesen Sektor als zunehmend schwierig angesehen wurde.
Mit dem Wahlsieg der burischen Nationalisten unter Premierminister Daniel François Malan wechselte auch das Personal in der Führung der IDC. Die Position des Generalmanagers nahm nun M. S. Louw vom Versicherungskonzern Sanlam ein.
J. M. van Tonder, ein Unternehmer aus der Kapregion, und A. J. Bosman, früher der Handelskonsul der Südafrikanischen Union in Berlin und später Unterstaatssekretär im Ministerium für Handel und Industrie, traten an die Stelle weiterer Führungskräfte.
Mit der personellen Neuausrichtung nutzte die afrikaanische Unternehmerschaft diese Staatsbank zur Stärkung ihrer wirtschaftlich-politischen Vormachtstellung im südlichen Afrika und bildete nach deren Auffassung ein „Bollwerk gegen den anglo-amerikanischen Kapitalismus“. Diese Konzentrationstendenz verstärkte sich noch, als in der angespannten Lage nach den Sharpeville-Unruhen von 1960 eine Flucht von in Südafrika vorhandenen ausländischen Kapital einsetzte. Diese schwierige Situation konnte mit Hilfe des Sanlam-Finanzunternehmens kompensiert werden und in diesem Prozess verschob sich der maßgebliche Einfluss in den IDC-Entscheidungen zugunsten der Afrikaaner.
Die Apartheidregierung nahm die Möglichkeiten der IDC zur Umsetzung ihrer Border Industry Policy (deutsch etwa: Grenzzonen-Industriepolitik) im Umfeld der Reservate bzw. späteren Homelands wirkungsvoll in Anspruch. Das wurde mit einem großen britischen Textilunternehmen aus Lancashire unweit von East London demonstrativ umgesetzt und propagandistisch als Wohlfahrtspolitik zugunsten der Grenzindustrie im Rahmen der Politik zur „Getrennten Entwicklung“ dargestellt.
Der englische Textilmagnat Cyril Lord griff die ihm in Folge der politisch erwünschten Dezentralisierung der Industrie gebotenen Möglichkeiten zügig auf und gründete die Cyril Lord (S.A.) Pty Ltd., durch die unweit von East London eine Investition von 750.000 Pfund getätigt wurde. Die Vereinbarung hierzu schloss Lord mit der IDC.
Bis 1966 zog diese als beispielhaft propagierte Investition weitere 13 unternehmerische Neuansiedlungen nach sich. Dabei entstand das Township Mdantsane, mit dem man das Ziel verfolgte, die gesamte schwarze Bevölkerung aus East London dahin umzusiedeln. Gleichzeitig nahm die Bevölkerungszahl im Township Zwelitsha zu. Parallel zu diesen Entwicklungen unterstützte der südafrikanische Staat den industriellen Ausbau in den Regionen von King William’s Town und Queenstown, um den vorhandenen Unternehmen weitere wirtschaftliche Expansionsmöglichkeiten einzuräumen. Insgesamt belief sich das dabei erzielte Investitionsvolumen auf 15 Millionen Rand. Dabei rechnete man mit dem Zugewinn von 9800 Arbeitsplätzen, wovon 7800 für Schwarze geplant waren.
Eine Regierungskommission zur Suche geeigneter Industriestandorte in der Nähe von größeren Wohnarealen der schwarzen Bevölkerung sprach Empfehlungen für Investitionsvorbereitungen aus. Diese Kommission, Permanent Committee for the Location of Industry and the Development of Border Areas (deutsch etwa: Ständige Kommission für Industriestandorte und Entwicklung der Grenzareale; gemeint waren die Grenzen der Bantu Areas) genannt, konzentrierte sich Ende der 1960er Jahre zunehmend auf die Förderung nur solcher Industriezweige, in denen besonders arbeitsintensive Prozesse anfielen. Der IDC kam zur Umsetzung der Vorgaben aus der Kommission eine wichtige Rolle zu. Im Rahmen der Apartheidspolitik verfolgte die Regierung hierbei das Ziel, unter gleichzeitig konsequentester Ausnutzung möglichst vieler Billigarbeitskräfte diesen Personenkreis in den großstädtischen Ballungszentren zu reduzieren und ihn in ländlichen Gebieten, vorzugsweise in den Reservate bzw. späteren Homelands anzusiedeln. Eines ihrer diesbezüglichen Konzepte war die Industriepolitik der border areas, die mit dem Physical Planning and Utilization of Resources Act (Act No. 68 / 1967) eine spezifische Förderung durch den Gesetzgeber erhielt. Im Jahresbericht der IDC von 1968 wurde jedoch vermerkt, dass sich in der Industrie eine ablehnende Haltung zu neuen Projekten in den border areas entwickelte, weil sich das „Finanzierungsklima“ auf Grund antinflationärer Maßnahmen in Südafrika veränderte.

### Beispiele wichtiger Standortentwicklungen
Im Verlauf der Dezentralisierungspolitik der Regierung bildeten sich Umfeld der Homelands mehrere regionale Gebiete als Investitionsschwerpunkte heraus. Dazu zählten Ende der 1970er Jahre grenznahe Areale (Border areas), von denen nachfolgend die wichtigsten aufgeführt sind:
- Bophuthatswana: Brits, Lichtenburg, Rosslyn, Rustenburg
- Ciskei: East London, King William’s Town
- KaNgwane: Malelane, Nelspruit
- KwaZulu: Hammarsdale (Elangeni), Pietermaritzburg, Richards Bay, Stanger
- Lebowa: Phalaborwa, Pietersburg
- QwaQwa: Bethlehem, Harrismith
- Transkei: Zastron
- Venda/Gazankulu: Louis Trichardt.

Auf der Grundlage eines Abkommens zwischen Portugal und Südafrika aus dem Jahre 1969 finanzierte die IDC den Bau von energie- und wasserwirtschaftlichen Anlagen am Kunene in Angola und Südwestafrika. Das komplexe Investitionsvorhaben wurde als Cunene Project bekannt.
Mit der Inbetriebnahme der ersten südafrikanischen Aluminiumschmelzanlage (Alusaf Bayside Smelter) am 13. Oktober 1971 im Industriegebiet von Richards Bay durch das IDC-Tochterunternehmen ALUSAF trat Südafrika weltweit als Aluminiumproduzent auf. Die Aluminiumherstellung beruhte auf dem vollständigen Import von Bauxit als Rohstoff.

### Alternativentwicklung
Um eine von staatlichen Stellen beeinflusste Entwicklung im Bereich der kleinen und mittleren Unternehmen zu initiieren, schuf man 1979 parallel zur IDC die Small Business Development Corporation (SBDC). Sie entstand in Folge der Carlton-Konferenz und bildete eine gemeinsame Aktivität von privaten Akteuren, besonders befördert durch Anton Rupert, und dem Apartheidstaat (PPP). Damit beschritt man auf dem Feld der Unternehmensförderung experimentelle Wege. Mit Wirkung eines Gesetzes vom 13. November 1981 übertrug man weitere Kompetenzbereiche, bisher von der Development and Finance Corp. Ltd. und Indian Industrial Development Corporation vertreten, an die SBDC. Zweck dieser Aufgabenkonzentration bestand in der besseren Verteilung von Kleinunternehmen in bisher unterentwickelten Gebieten, in der Förderung von regionalen genossenschaftsartigen Gewerbemodellen in den Homelands sowie die Vorbereitung zur Schaffung einer Entwicklungsbank auf diesem Sektor. Versuchsweise wurden ein Programm von Kleinkrediten aufgelegt, die Antragstellern aus dem informellen Sektor zur Verfügung standen, wovon zu Beginn 64 Gewerbeunternehmen Gebrauch machten. Ferner förderte die SBDC Entwicklungen oder den Ausbau von Industrieparks, Einkaufszentren, Fabriken und im Beherbergungsgewerbe.

## Wirken der Industrial Development Corporation nach 1994

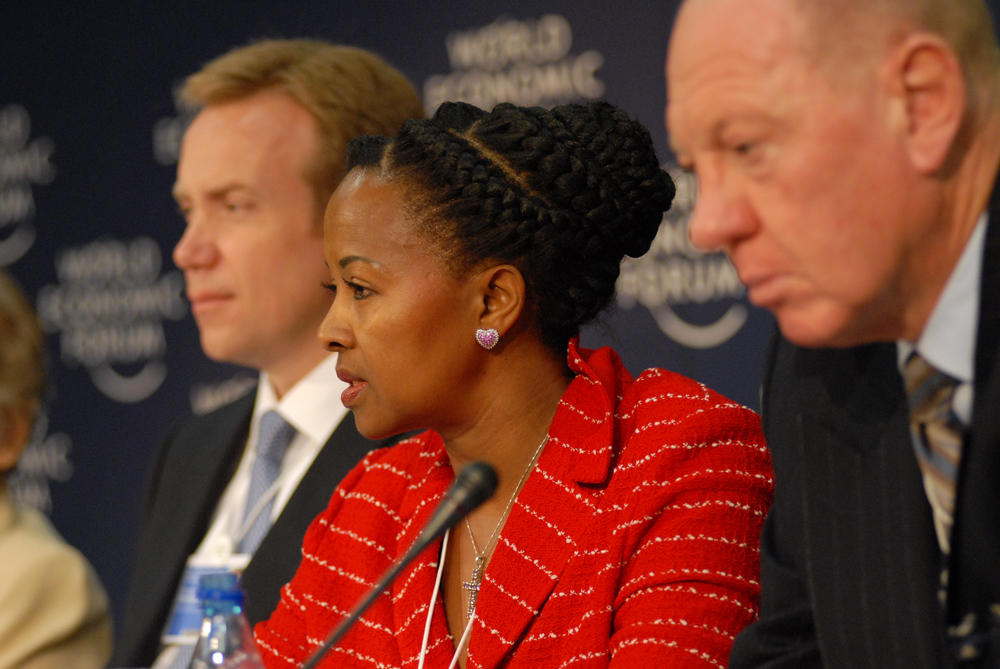
Wendy Luhabe (Bildmitte) auf dem World Economic Forum on Africa 2008 in Kapstadt, frühere Vorsitzende der IDC und ehemalige Kanzlerin der University of Johannesburg (2006–2012)

Im Rahmen der jüngsten Geschäftsstrategie unterstützt die IDC mit Hilfe von Fremd- und/oder Eigenkapital Projekte auf den Gebieten der Energie- und Wasserversorgung, Informationstechnologie, Telekommunikation und des Transportwesen. Zum Aktionskreis der IDC zählen in- und ausländische Vorhaben, besonders in den Nachbarländern Südafrikas sowie in Staaten Zentral- und Ostafrikas. Die IDC ist mit ökonomischen Transformationsprozessen auf der Basis des Regierungsprogramms Black Economic Empowerment betraut, wobei „schwarzes“ Unternehmertum gefördert werden soll. Das diesbezügliche Engagement erstreckt sich auf den Gebieten der Tourismuswirtschaft, der Versicherungs- und Darlehnswirtschaft sowie innerhalb der pharmazeutischen Industrie.
Die staatliche Aufsichtsbehörde für die IDC ist das südafrikanische Ministerium für Wirtschaftsentwicklung (Economic Development Ministry and Department).
Zu den von ihr betreuten Einzelvorhaben gehören:
- das Gautrain-Projekt für den Personennahverkehr im Großraum von Johannesburg;
- das Wasserkraftwerk Cahora Bassa in Zusammenarbeit mit der Mosambikanischen Regierung;
- das Staatsunternehmen Broadband Infraco (Pty) Ltd. zum weiteren Ausbau der Telekommunikationsinfrastruktur in Südafrika;
- die Ausrüstung aller Grenzübergangsstellen der Demokratischen Republik Kongo mit Kontroll- und Kommunikationsanlagen auf Internetbasis.
- In Mosambik ist die IDC (24 %) zusammen mit BHP Billiton (47 %), der Mitsubishi Corporation (25 %) und dem Staat Mosambik (4 %) an der Mozambique Aluminium Smelter (Mozal) beteiligt.[35]

sowie ferner folgende Projekte:
- Im März 2011 signierten das südafrikanische Bergbauministerium (Department of Mineral Resources) und MMC Norilski Nikel eine Vereinbarung für eine strategische Partnerschaft zur Rohstofferkundung. Ein Bestandteil dieser Vereinbarung ist die Gründung eines National Mining and Prospecting Fund (deutsch etwa: Nationaler Bergbau- und Erkundungs-Fond), der unter Beteiligung der IDC zu einer nationalen Ressourcenerkundung für die wichtigsten mineralischen Rohstoffe führen soll. Südafrikas Präsident Jacob Zuma erklärte hierzu, dass gemeinsam mit dem russischen Bergbaukonzern neue Wege auf dem Gebiet der Gewinnung und Verarbeitung beschritten werden sollen.[36][37]
- Nach dem Industriepolitischen Programm der Regierung für den Zeitraum von 2012 bis 2015 ist die IDC neben anderen inländischen Partnern am weiteren Ausbau des südafrikanischen Weltraum- und Verteidigungsektors maßgeblich beteiligt. Dabei wird eine Entwicklungslinie zu Gunsten von inländischen Produkten und Technologien verfolgt.[38]

Das ursprünglich verfolgte Projekt des Pebble Bed Modular Reactor (PBMR) im Kernkraftwerk Koeberg wurde 2010 nicht mehr weiter geführt.
Die IDC übernimmt Kreditfinanzierungen für die südafrikanische Filmindustrie. Es werden dabei besonders Themen über in der Apartheid benachteiligte Bevölkerungsgruppen berücksichtigt. Der mit einem Oscar prämierte Film Tsotsi wurde auf diese Weise produziert.

## Ausgewählte Gründungen der IDC
- 1950, Gründung der South African Coal, Oil and Gas Corporation (SASOL)[41]
- 1951, Gründung der Unie-Fosfaat-Ontginningsmaatskappy (Eiendoms) Beperk, umbenannt in Phosphate Development Corporation und 1987 in FOSKOR (Pty), zur Gewinnung von Phosphaten für den Landwirtschaftssektor.[42][43]
- 1951, Gründung der South African Industrial Cellulose Corporation (SAICCOR) als Joint-Venture-Unternehmen zwischen IDC, SNIA (Viscosa) und Courtaulds.[44]
- 1957, Gründung der Industrial Finance Corporation of South Africa Ltd. (IFC), zusammen mit der Staatsbank und privaten Geldinstituten, zur Gewinnung in- und ausländischer Kapitalgeber für die Industriefinanzierung.[45]
- 1965, Gründung der Southern Oil Exploration Corporation (SOEKOR) gemeinsam mit SASOL.[46]
- 1965, Gründung der Atlas Aircraft Corporation of South Africa zur Produktion von Flugzeugen und Hubschraubern.[47]
- 1967, Gründung der Aluminium Corporation of South Africa (ALUSAF) in Richards Bay zur Produktion von Aluminium-Rohprodukten (heute durch BHP Billiton betrieben).[48]
- 1971, die IDC nimmt eine detaillierte Erkundung von Schwermineralsanden (Gehalte an Ilmenit, Rutil und Zirkon) bei Richards Bay auf. Zur kommerziellen Gewinnung dieser Rohstoffe kam es ab 1977 durch die Richards Bay Minerals, woran neben der IDC weitere ausländische Unternehmen beteiligt waren und sind.[49]

## Legislative Folgewirkung
- Industrial Development Amendment Act (Act No. 49 / 2001)[50]